# Lista de episódios de The Catch
The Catch é uma série de televisão estadunidense, dos gêneros drama e mistério, criada por Kate Atkinson, Helen Gregory e Jennifer Schuur, e estrelada por Mireille Enos e Peter Krause. Foi exibida na ABC de 24 de março de 2016 a 11 de maio de 2017. A série segue a vida de Alice Vaughan, cooperadora de uma empresa de investigação privada, que depois de ser vítima de fraude por seu noivo, está determinada a encontrá-lo.
Em 7 de maio de 2015, a primeira temporada foi encomendada com uma ordem de 10 episódios. Em 12 de maio de 2016, a série foi renovada para sua segunda temporada, que estreou em 9 de março de 2017. Em maio de 2017, a série foi cancelada após duas temporadas.

## Resumo
| Temporada | Temporada | Episódios | Exibição original    | Exibição original  |
| Temporada | Temporada | Episódios | Estreia de temporada | Final de temporada |
| --------- | --------- | --------- | -------------------- | ------------------ |
|           | 1         | 10        | 24 de março de 2016  | 19 de maio de 2016 |
|           | 2         | 10        | 9 de março de 2017   | 11 de maio de 2017 |

## Episódios

### 1ª temporada (2016)
| No. geral | No. na série | Título                      | Dirigido por        | Escrito por                                                             | Exibição            | Audiência (milhões) |
| --------- | ------------ | --------------------------- | ------------------- | ----------------------------------------------------------------------- | ------------------- | ------------------- |
| 1         | 1            | "Pilot"                     | Julie Anne Robinson | História por: Kate Atkinson & Helen GregoryRoteiro por: Jennifer Schuur | 24 de março de 2016 | 5.85                |
| 2         | 2            | "The Real Killer"           | Kevin Dowling       | Sherry White                                                            | 31 de março de 2016 | 5.07                |
| 3         | 3            | "The Trial"                 | John Terlesky       | Oanh Ly                                                                 | 7 de abril de 2016  | 4.89                |
| 4         | 4            | "The Princess and the I.P." | Regina King         | Ameni Rozsa                                                             | 14 de abril de 2016 | 4.76                |
| 5         | 5            | "The Larágan Gambit"        | Mike Listo          | Danny Trolli                                                            | 21 de abril de 2016 | 4.60                |
| 6         | 6            | "The Benefactor"            | Jann Turner         | Lyndsey Beauliu                                                         | 28 de abril de 2016 | 4.58                |
| 7         | 7            | "The Ringer"                | John Scott          | Jim Campolongo                                                          | 5 de maio de 2016   | 4.36                |
| 8         | 8            | "The Package"               | Bill D'Elia         | Jon Dorsey & Greg Goetz                                                 | 12 de maio de 2016  | 4.23                |
| 9         | 9            | "The Happy Couple"          | Rob Greenlea        | Allan Heinberg                                                          | 19 de maio de 2016  | 4.04                |
| 10        | 10           | "The Wedding"               | Kevin Dowling       | Allan Heinberg                                                          | 19 de maio de 2016  | 4.04                |

### 2ª temporada (2017)
| No. geral | No. na série | Título               | Dirigido por       | Escrito por                            | Exibição            | Audiência (milhões) |
| --------- | ------------ | -------------------- | ------------------ | -------------------------------------- | ------------------- | ------------------- |
| 11        | 1            | "The New Deal"       | Rob Bowman         | Allan Heinberg                         | 9 de março de 2017  | 3.67                |
| 12        | 2            | "The Hammer"         | John Scott         | Jim Campolongo                         | 16 de março de 2017 | 3.81                |
| 13        | 3            | "The Dining Hall"    | Jann Turner        | David Hemingson                        | 23 de março de 2017 | 3.41                |
| 14        | 4            | "The Family Way"     | Alison Liddi-Brown | Rina Mimoun                            | 30 de março de 2017 | 3.40                |
| 15        | 5            | "The Bad Girl"       | Sharat Raju        | Ameni Rozsa                            | 6 de abril de 2017  | 3.56                |
| 16        | 6            | "The Hard Drive"     | Steve Robin        | Danny Tolli                            | 13 de abril de 2017 | 3.15                |
| 17        | 7            | "The Birthday Party" | John Scott         | Lyndsey Beaulieu                       | 20 de abril de 2017 | 2.98                |
| 18        | 8            | "The Knock-Off"      | Nzingha Stewart    | Morgan Pollitt & Alexander Newman-Wise | 27 de abril de 2017 | 2.99                |
| 19        | 9            | "The Cleaner"        | Rob Greenlea       | Jon Dorsey & Greg Goetz                | 4 de maio de 2017   | 2.96                |
| 20        | 10           | "The Mockingbird"    | John Scott         | Allan Heinberg                         | 11 de maio de 2017  | 2.96                |